# Angela Morley
Angela Morley, född 10 mars 1924, död 14 januari 2009, var en brittisk kompositör och multiinstrumentalist som bland annat komponerat musik till filmer samt tv-serier som Dallas, Den långa flykten, Wonderwoman och Falcon Crest. 1974 blev hon även känd som den första öppet transsexuella kvinnan att bli nominerad för en Academy Award för sitt arbete i filmen The Little Prince. Hon assiterade även John Williams med musiken till Star Wars: The Empire Strikes Back, Star Wars: Return of the Jedi och Stålmannen. Åren 1985, 1988 och 1990 belönades hon med Prime Time Emmy Awards för sitt arbete. 

## Biografi
Morley föddes 1924 i Leeds Storbritannien som barn till en urmakare och bodde under uppväxten ovanför en juvelbutik. I tidig ålder tog hon pianolektioner som upphörde i och med faderns död 1933. Vid 15 års ålder hoppade hon av skolan för att turnera med ett ungdomsband och vid 17 års ålder spelade hon med jazzmusikern Oscar Rabin. 1944 blev hon medlem i orkestern Geraldo Orchestra som var en känd orkester vid tidpunkten och inte långt därefter började hon jobba på BBC. Några år senare 1953 blev hon musikchef vid Philips Records. 1962 och 1963 dirigerade hon orkestern i Eurovision Song Contest för låtarna "Ring-a Ding Girl" samt "Say Wonderful Things".  Mot slutet av sitt liv undervisade hon vid universitetet University of Southern California. Morley dog den 14 januari 2009 84 år gammal i Socttsdale Arizona. Efter sin död skrev John Williams om Morley att "Angela Morley was a respected colleague and valued friend for over forty years. She was certainly one of the finest musicians I've ever known or worked with. As an orchestrator, her skill was unsurpassed, with a technical perfection."

## Privatliv
Morley var gift två gånger då hennes första fru avled. 1970 gifte Morley om sig efter sin första frus bortgång och två år senare genomgick hon könskorrigerande behandling. Morley fick två barn tillsammans med sin första fru.

## Priser och utmärkelser
| År   | Pris                   | FIlm/Serie                                        | Kategori                                                  | Resultat  |
| ---- | ---------------------- | ------------------------------------------------- | --------------------------------------------------------- | --------- |
| 1975 | Academy Award          | The Little Prince                                 | Best music                                                | Nominerad |
| 1978 | Academy Award          | The Slipper and the Rose: The Story of Cinderella | Best music                                                | Nominerad |
| 1980 | Prime time Emmy Awards | The Big Show                                      | Outstanding Achievement in Music Direction                | Nominerad |
| 1984 | Prime time Emmy Awards | Emerald Point N.A.S                               | Outstanding Achievement in Music Composition for a Series | Nominerad |
| 1985 | Prime time Emmy Awards | Christmas in Washington                           | Outstanding Achievement in Music Direction                | Vinnare   |
| 1986 | Prime time Emmy Awards | Dynasty                                           | Outstanding Achievement in Music Composition for a Series | Nominerad |
| 1987 | Prime time Emmy Awards | Liberty Weekend                                   | Outstanding Achievement in Music Direction                | Nominerad |
| 1987 | Prime time Emmy Awards | Dallas                                            | Outstanding Achievement in Music Composition for a Series | Nominerad |
| 1988 | Prime time Emmy Awards | Julie Andrews: The sound of Christmas             | Outstanding Achievement in Music Direction                | Vinnare   |
| 1988 | Prime time Emmy Awards | Dallas                                            | Outstanding Achievement in Music Composition for a Series | Nominerad |
| 1989 | Prime time Emmy Awards | Blue Skies                                        | Outstanding Achievement in Music Composition for a Series | Nominerad |
| 1990 | Prime time Emmy Awards | Julian Andrews in Concert                         | Outstanding Music Direction                               | Vinnare   |